# Ernest Lesigne
 (juillet 2025).
Motif : Sources secondaires démontrant l'admissibilité nécessaires
- Archive Wikiwix
- Bing
- Cairn
- DuckDuckGo
- E. Universalis
- Gallica
- Google
- G. Books
- G. News
- G. Scholar
- Persée
- Qwant
- (zh) Baidu
- (ru) Yandex
- (wd) trouver des œuvres sur Wikidata

| 1. | Préciser le motif de la pose du bandeau. | Précisez le motif de la pose du bandeau en utilisant la syntaxe suivante : {{admissibilité à vérifier\|date=août 2025\|motif=remplacez ce texte par le motif}}                      |
| 2. | Informer les utilisateurs concernés.     | Pensez à avertir le créateur de l'article, par exemple, en insérant le code ci-dessous sur sa page de discussion : {{subst:avertissement admissibilité à vérifier\|Ernest Lesigne}} |

Edouard Ernest Lesigne, dit Ernest Lesigne, né 16 avril 1850 à Crugny (Marne) et mort le 14 juin 1928 à Paris, est un journaliste, historien et homme politique français.
Il est principalement connu pour avoir publié une série de « Lettres socialistes » dans le journal Le Radical ainsi qu'un ouvrage polémique intitulé Vie de Jeanne d'Arc (de 1409 à 1440) : la fin d'une légende dans lequel il affirme que Jeanne d'Arc fut sauvée du bûcher par substitution avec une autre femme et qu'elle continua sa vie par la suite avant de s'éteindre en 1440.

## Biographie
Né en 1850 dans la ville de Crugny dans la Marne, Ernest Lesigne est élevé par son père Louis Casimir Lesigne exerçant comme charron et par sa mère Marie Célestine. Entré en octobre 1866 à l'école normale de Chalon-sur-Marne, il effectue ses études puis entame, dès l'âge de 24 ans, la rédaction d'une monumentale d'une œuvre intitulée L'Humanité affranchie qui devait comprendre un ensemble de textes intitulés Histoire des mondes et de l'Homme. Cependant, devenu entre temps professeur d'Université à l'Ecole normale de Blois, il ne peut continuer à écrire. D'opinions anticléricales et antireligieuses, il est exclu de l'Université et devient par la suite le collborateur du philosophe Émile Littré sous le pseudonyme de Louis Narval. Avec l'aide de Littré, il révise certains articles du Dictionnaire de la langue française et fait traduire L'Ancienne et la Nouvelle Foie ainsi que La Vie de Voltaire du théologien allemand David Strauss.
Devenu journaliste, il écrit des articles dans de nombreux journaux comme La France ou L'Homme libre. Entre février et septembre 1887, il publie dans Le Radical une série de Lettres socialistes dans lesquelles il détail ses conceptions du socialisme scientifique.

## Publications
- Vie de Jeanne d'Arc (de 1409 à 1440), Paris : C. Bayle, 1889
- L'affaire Victor Noir, Petite bibliothèque universelle, 1892
- Excursion du journal "Le Radical" (dimanche 2 août 1903). De Paris à Seine-Port (par la Seine), Paris : impr. du journal "le Radical", 1903
- Les droits du travail. I. L'homme ne veut plus du salariat, Paris : M. Rivière, 1911